# Musikvideoinstruktør
En musikvideoinstruktør er en filminstruktør, der specialiserer sig i kunsten til at filme og redigere musikvideoer, der skal bruges som kommercielle redskaber til populærmusiksingler. De tidligste musikvideoer blev instrueret af tv og filminstruktører, men fra 1990'erne, blev musikvideoinstruktion et specialiseret område. I Danmark bliver der sendt musikvideoer på MTV, VH1 og The Voice Tv. 

## Bemærkelsesværdige musikvideoinstruktører
Uddybende artikel: Musikvideoinstruktører